# 早稲田大学産業経営研究所
早稲田大学産業経営研究所（わせだだいがくさんぎょうけいえいけんきゅうじょ）は早稲田大学商学学術院の附属研究所である。

## 概略
1974年に、「研究活動で得られた学術的成果を通じて、実社会に貢献すること」を使命として設立された。
研究所のメンバーには、早稲田大学旧商学部および同大学院会計研究科に所属する専任教員を中心に構成され、学外からも数多くの招聘研究員を迎えて研究している。
事業内容は、査読学術誌「産業経営」、「産研シリーズ」や「産研フォーラム報告書」などの学術情報誌の刊行、研究会・講演会の開催、フォーラム・シンポジウムの開催、学外機関からの研究・研修事業の受託等を行っている。
また、学生向けには「早稲田大学ビジネスプランコンテスト」を毎年、開催している。

## 沿革
- 1972年(昭和47年)  - 「産業経営センター」設立。
- 1974年(昭和49年)  -  「産業経営研究所」に改称。
- 1998年(平成10年)  -  早稲田大学ビジネスプランコンテストを開催。
- 2007年(平成19年)  - 「産業経営研究所」と「WBS研究センター」が統合し、「商学学術院総合研究所」が設立。「産業経営研究所」および「WBS研究センター」は、「商学学術院総合研究所」の研究部門として存続。
- 2017年(平成29年)  -  「WBS研究センター」と「ファイナンス研究センター」が統合され、「ビジネス・ファイナンス研究センター」設立。「商学学術院総合研究所」は「産業経営研究所」の1研究部門体制で存続。
- 2019年(平成31年)  -  「商学学術院総合研究所」が改組され、「産業経営研究所」に名称変更。「産業経営研究所」として活動を再スタート。

## 所長
- 高瀬 浩一
- 中出　哲（2022年-）

## 刊行物
- 産業経営

- 産経シリーズ